# Carlo Rigotti
Carlo Rigotti (Trieste, 10 febbraio 1906 – Arcore, 5 settembre 1983) è stato un allenatore di calcio e calciatore italiano, di ruolo difensore.

## Carriera

### Giocatore
Rigotti iniziò la propria con la Triestina nel 1928 in Divisione Nazionale, la massima serie dell'epoca, dove disputò 29 partite. Nel 1929 partecipò con la Triestina alla prima stagione della neonata Serie A, durante la quale segnò il suo primo e unico gol nel massimo campionato italiano.
Nel 1933 passò al Milan, di cui fu capitano nella stagione 1933-1934. Con i rossoneri giocò 124 partite ufficiali prima di trasferirsi al Novara, dove chiuse la carriera nel 1940.

### Allenatore
Allenatore dotato di grande temperamento che trasmetteva nel proprio dialetto triestino, comincia ad allenare alla Pro Patria, con la quale ottiene una promozione dalla Serie B alla Serie A. L'anno successivo raggiunge lo stesso obiettivo sulla panchina del Novara, mentre non gli riesce il tris su quella del Vicenza, venendo esonerato anzitempo.
Allena quindi il Parma e il Messina con buoni risultati, per passare poi al Marzotto Valdagno, con cui sfiora una storica promozione in Serie A.
Si alterna quindi tra Palermo e Cagliari (entrambe in B), per poi sedersi sulla panchina dell'Atalanta, con cui ottiene una miracolosa salvezza vincendo le ultime quattro partite del campionato.
Le sue ultime esperienze riguardano Cagliari e Reggina, in Serie C.

## Palmarès

### Allenatore
- Campionato italiano di Serie B: 2

Pro Patria: 1946-1947 (girone A)
Novara: 1947-1948 (girone A)